# كوئيتو دو نويا
كوئيتو دو نويا (بالبرتغالية: Coité do Nóia‏) هي بلدية تقع في البرازيل في ألاغواس.[بحاجة لمصدر] يقدر عدد سكانها بـ 10,926 نسمة ومساحتها 88.488 كم2 .